# Teatro Francisco Nunes
O Teatro Francisco Nunes, inicialmente chamado "Teatro de Emergência", é um edifício instalado no Parque Municipal Américo Renné Giannetti em Belo Horizonte para exibição de peças teatrais, concertos e outros espetáculos.
Foi construído às pressas e inaugurado em 1950 pelo Prefeito Otacílio Negrão de Lima. Nessa época, a cidade encontrava-se carente de teatros: o antigo Teatro Municipal havia se transformado no Cine Metrópole, demolido em 1983, e o Palácio das Artes ainda estava em construção. A inauguração do Teatro Francisco Nunes possibilitou a Belo Horizonte ingressar no calendário cultural dos grandes artistas e companhias teatrais do Brasil e exterior , recebendo orquestras, temporadas líricas, shows antológicos da MPB, festivais universitários , danças e teatro. O palco do Teatro Francisco Nunes também abrigou o nascimento do moderno teatro mineiro em suas mais variadas tendências, como os trabalhos de João Ceschiatti, João Etiene Filho, J. d´Ângelo e Haydêe Bittencourt.